# Монте Мароне (Бреша)
Монте Мароне је насеље у Италији у округу Бреша, региону Ломбардија.
Према процени из 2011. у насељу је живело 32 становника. Насеље се налази на надморској висини од 408 м.